# Agrolab
Agrolab es una experiencia piloto de investigación acción participativa para dinamizar el sector agroalimentario en zonas rurales y periurbanas de la Comunidad de Madrid. Está coordinado por un instituto de investigación (IMIDRA) junto a las administraciones locales de los municipios que acogen al proyecto. Recientemente, se ha incorporado a la Asociación Intermunicipal de Territorios Reserva Agroecológicos (Red Terrae).

## Historia
Agrolab surge en 2015 de la necesidad de buscar nuevas miradas y espacios para dinamizar el sector agroalimentario en zonas rurales y periurbanas. El principal reto es la conexión campo y ciudad a través de la promoción de espacios de encuentro e intercambio de conocimientos (formales y experienciales), la generación de espacios colectivos inclusivos que estimulen la búsqueda de oportunidades en el sector y la reconexión del bienestar humano con la conservación ambiental.
El primer Agrolab se puso en marcha en febrero de 2015 en Perales de Tajuña, un municipio periurbano a 38 km de Madrid, con gran potencial agrario y donde el proyecto se desarrolla en dos parcelas de 3000 y 5000 m² (metros cuadrados). En 2017, se ha sumado El Escorial con 24 huertos.
En el 2017 representantes de la Organización de las Naciones Unidas para la Alimentación y la Agricultura (FAO) destacaron Agrolab como un proyecto de éxito a nivel internacional y lo incluyeron en un nuevo portal de la organización de la ONU que recoge experiencias exitosas en agroecología de todo el mundo.

## Funcionamiento
Los participantes involucrados realizan un itinerario formativo mediante talleres y prácticas tutoradas en huertos de autoconsumo de 50 m² (metros cuadrados), basado en la metodología Terrae. Aquellos que deseen profesionalizarse en la actividad productiva tienen la opción de pasar a huertos de mayores dimensiones (actualmente de 300 m²) donde se inician actividades de comercialización a pequeña escala. El proyecto promueve especialmente la participación de jóvenes en búsqueda del primer empleo, desempleados de larga duración, u otros colectivos en situación de vulnerabilidad Además, se hace especial énfasis a la vocación colectiva y participativa, de forma que en paralelo a las huertas individuales quedan a disposición otros espacios comunitarios y de experimentación. Se busca así promover un aprendizaje colectivo, la expresión de intereses y el liderazgo de los participantes.